# 殺戮戰警
《殺戮戰警》（英語：Shaft）是一部2000年美國動作犯罪驚悚片，由約翰·辛格頓執導並與理察·普萊斯、夏恩·薩雷諾共同撰寫劇本。其主演包括山繆·傑克森、范妮莎·威廉斯、傑佛瑞·懷特、克里斯汀·貝爾、丹·艾迪亞、巴斯達韻、東妮·克莉蒂及理察·朗崔。故事描述當約翰·雪夫二世（John Shaft II，傑克森飾演）再次逮住逃離美國的犯人小華特·韋德（Walter Wade Jr.，貝爾飾演）後，雪夫想找出能指控韋德的目擊證人，但韋德卻和多明尼加毒梟合作，以將該名證人滅口。
該片為《黑街神探》系列的第四部電影作品，以及1971年電影《黑街神探》的續集（而非重拍）；其中，《黑街神探》的主角朗崔回歸演出約翰·雪夫，作為約翰·雪夫二世的叔叔。
《殺戮戰警》2000年6月16日於美國上映，並獲得了褒貶不一的評價和普通的票房表現。續集《新殺戮戰警》於2019年推出。

## 劇情
紐約市警探約翰·雪夫二世自行前來調查房地產大亨之子小華特·韋德所犯下的種族動機謀殺，後者在一間餐館外頭殺害了名為崔·霍華的黑人男性。雪夫短暫地遇到了可能的目擊證人黛安·帕爾米耶里，但她很快地失去行蹤。在法庭上，韋德在獲得保釋後逃往瑞士。
兩年後，韋德在私下回國時被雪夫和朋友洛沙逮個正著。在警局的臨時監獄中，韋德遇見了多明尼加毒梟波普茲·赫南德茲，後者也是被雪夫所抓。在二次審判中，韋德放棄了他的護照並再次獲得保釋；挫折的雪夫辭去了警察一職，並向身為私家偵探的叔叔約翰·雪夫一世表示，他將要自己的方式將韋德繩之以法。因擔心雪夫可能會找到失蹤的目擊證人黛安，使韋德雇用波普茲先找到並殺死她。
雪夫繼續尋找黛安，並獲得前同事卡門·瓦斯奎茲和洛沙的協助。在拜訪黛安拒絕合作的母親的同時，雪夫與卡門察覺他們正在被同袍傑克·羅塞利與吉米·葛洛夫斯跟蹤；羅塞利與葛洛夫斯已被波普茲收買，以找出黛安的下落。但雪夫在搶走韋德的錢後，將其藏在羅塞利的車下，這讓波普茲與羅塞利和葛洛夫斯引起爭執。在雪夫終於找到黛安時，他們受到了波普茲手下的伏擊。在槍戰中，雪夫的一發子彈無意殺死了波普茲的弟弟。雪夫、黛安、洛沙和黛安的兄弟設法逃到洛沙的公寓，但羅塞利和葛洛夫斯緊隨其後。在公寓中，黛安承認她看到了整個謀殺案的過程，並在收了韋德父親的錢後被要求保持沉默。
當波普茲抵達此處時，使雙方引發了另一場槍戰。羅塞利和葛洛夫斯向雪夫表白了自己的腐敗，但隨即都被卡門殺死。在雪夫等人與波普茲等人在街上上演一場飛車追逐後，雪夫和波普茲展開對峙，對方表示自己一直在為韋德工作。最後雪夫搶先拔槍殺死了波普茲。韋德的第三次審判到來，但在開始前，韋德卻被崔的母親卡拉·霍華槍殺。在警局中，雪夫向卡門重申他更喜歡當個私家偵探；與此同時，一名女人前來要求雪夫幫助她脫離會家暴自己的男友。雪夫最初不願意，但當他看到她的眼睛受傷時改變了心意，決定馬上幫助她。雪夫和叔叔雪夫一世與洛沙一起前去拜訪那名會施暴的男友。

## 演員
- 山繆·傑克森飾演約翰·雪夫（John Shaft）
- 范妮莎·威廉斯飾演卡門·瓦斯奎茲（Carmen Vasquez）
- 傑佛瑞·懷特飾演波普茲·赫南德茲（Peoples Hernandez）
- 克里斯汀·貝爾飾演小華特·韋德（Walter Wade Jr.）
- 丹·艾迪亞（英语：Dan Hedaya）飾演傑克·羅塞利（Jack Roselli）
- 巴斯達韻飾演洛沙（Rasaan）
- 東妮·克莉蒂飾演黛安·帕爾米耶里（Diane Palmieri）
- 理察·朗崔飾演約翰·雪夫一世（英语：John Shaft）
- 莫基·菲佛（英语：Mekhi Phifer）飾演崔·霍華（Trey Howard）
- 魯賓·聖地亞哥-哈德森（英语：Ruben Santiago-Hudson）飾演吉米·葛洛夫斯（Jimmy Groves）
- 琳恩·瑟格本（英语：Lynne Thigpen）飾演卡拉·霍華（Carla Howard）
- 菲利普·博斯克（英语：Philip Bosco）飾演老華特·韋德（Walter Wade Sr.）
- 索尼婭·索恩（英语：Sonja Sohn）飾演艾莉絲（Alice）
- 安德雷·洛耶（英语：Andre Royo）飾演紋身（Tattoo）
- 伊莉莎白·班克絲飾演崔的朋友
- 哥頓·派克斯飾演Lenox Lounge（英语：Lenox Lounge）老主顧
- 艾薩克·海耶斯飾演P先生（Mr. P，未掛名）

## 製作
本片的主體拍攝於1999年9月21日開始，在纽约進行製作，2000年1月底至2月初結束。

## 發行
在美國，《殺戮戰警》由發行商派拉蒙影業定於2000年6月16日上映。

## 迴響

### 評價
《殺戮戰警》整體獲得了褒貶不一的評價。爛番茄根據113篇評論而持有68%的新鮮度，平均得分6.2／10；該網站共識：「憑藉著超凡魅力的主演，這部新《殺戮戰警》知道如何按下正確的按鈕。」。該片在Metacritic上獲得50分，代表著「好壞兩極的評價」。據CinemaScore調查，觀眾的評價在A+至F間落於「B+」。

### 票房
《殺戮戰警》在美國首週票房為2170萬美元，位居當週票房冠軍。《殺戮戰警》在美國共取得7030萬美元的票房，全球票房達1.072億美元，以其4600萬美元的預算而言表現一般。

## 外部連結
- 互联网电影数据库（IMDb）上《殺戮戰警》的资料（英文）
- AllMovie上《殺戮戰警》的资料（英文）
- Box Office Mojo上《殺戮戰警》的資料（英文）
- 豆瓣电影上《殺戮戰警》的資料 （简体中文）
- 爛番茄上《殺戮戰警》的資料（英文）
- Metacritic上《殺戮戰警》的資料（英文）